# 베트남 항공의 운항 노선
베트남 항공은 다음과 같은 노선을 운항하고 있다.

## 운항 노선

### 아시아

#### 동아시아
- 대한민국
  - 서울 - 인천국제공항
  - 무안 - 무안국제공항 부정기편
  - 부산 - 김해국제공항
- 중화인민공화국
  - 베이징
    - 베이징 다싱 국제공항
    - 베이징 수도 국제공항

  - 광저우 - 광저우 바이윈 국제공항
  - 난닝 - 난닝 우수 국제공항 전세편
  - 난징 - 난징 루커우 국제공항 전세편
  - 다롄 - 다롄 저우수이쯔 국제공항 전세편
  - 상하이 - 상하이 푸둥 국제공항
  - 선양 - 선양 타오셴 국제공항 전세편
  - 스자좡 - 스자좡 정딩 국제공항 전세편
  - 시안 - 시안 셴양 국제공항 전세편
  - 우시 - 순안 샤오펑 국제공항 전세편
  - 우한 - 우한 톈허 국제공항 전세편
  - 정저우 - 정저우 신정 국제공항 전세편
  - 창춘 - 창춘 롱자 국제공항 전세편
  - 청두 - 청두 톈푸 국제공항
  - 청저우 - 창저우 번뉴 국제공항 전세편
  - 쿤밍 - 쿤밍 창수이 국제공항 전세편
  - 톈진 - 톈진 빈하이 국제공항 전세편
  - 하얼빈 - 하얼빈 타이핑 국제공항 전세편
  - 항저우 - 항저우 샤오산 국제공항 전세편
  - 허페이 - 허페이 신차오 국제공항 전세편
  - 후허하오터 - 후허하오터 바이타 국제공항 전세편
- 홍콩
  - 홍콩 - 홍콩 첵랍콕 국제공항
- 마카오
  - 마카오 - 마카오 국제공항
- 일본
  - 도쿄
    - 하네다 국제공항
    - 나리타 국제공항

  - 나고야 - 주부 센토레아 국제공항
  - 삿포로 - 신치토세 공항
  - 오사카 - 간사이 국제공항
  - 후쿠오카 - 후쿠오카 공항
- 대만
  - 타이베이 - 타이완 타오위안 국제공항
  - 가오슝 - 가오슝 국제공항

#### 동남아시아
- 라오스
  - 비엔티안 - 왓따이 국제공항
  - 루앙프라방 - 루앙프라방 국제공항
- 말레이시아
  - 쿠알라룸푸르 - 쿠알라룸푸르 국제공항
  - 페낭 - 페낭 국제공항
- 미얀마
  - 양곤 - 양곤 국제공항
- 베트남
  - 북부
    - 하노이 - 노이바이 국제공항 허브
    - 지엔비엔푸 - 지엔비엔푸 공항
    - 하이퐁 - 깟비 국제공항
    - 빈 - 빈 국제공항

  - 중부
    - 다낭 - 다낭 국제공항 허브
    - 꾸이년 - 푸깟 공항
    - 나트랑 - 깜라인 국제공항
    - 동허이 - 동허이 공항
    - 뚜이호아 - 동탁 공항
    - 쁠래이꾸 - 쁠래이꾸 공항
    - 추라이 - 추라이 국제공항
    - 후에 - 푸바이 국제공항

  - 남부
    - 호치민 - 떤선녓 국제공항 메인 허브
    - 까마우 - 까마우 공항
    - 껀터 - 껀터 국제공항
    - 꼰다오 - 꼰다오 공항
    - 달랏 - 리엔크엉 국제공항
    - 락자 - 락자 공항
    - 부온마투옷 - 부온마투옷 공항
    - 푸꾸옥 - 푸꾸옥 국제공항
- 싱가포르
  - 싱가포르 - 싱가포르 창이 국제공항
- 인도네시아
  - 자카르타 - 수카르노 하타 국제공항
  - 덴파사르 - 응우라라이 국제공항
- 캄보디아
  - 프놈펜 - 프놈펜 국제공항
  - 씨엠립 - 씨엠립 앙코르 국제공항
- 태국
  - 방콕
    - 돈므앙 국제공항
    - 수완나품 국제공항

  - 푸켓 - 푸켓 국제공항
- 필리핀
  - 마닐라 - 니노이 아키노 국제공항

#### 남아시아
- 인도
  - 델리 - 인디라 간디 국제공항
  - 뭄바이 - 차트라파티 시바지 국제공항
  - 벵갈루루 - 벵갈루루 국제공항
  - 하이데라바드 - 라지브 간디 국제공항

### 유럽

#### 서유럽
- 영국
  - 런던 - 런던 히드로 국제공항
- 프랑스
  - 파리 - 파리 샤를 드 골 국제공항
- 독일
  - 뮌헨 - 뮌헨 국제공항
  - 프랑크푸르트 - 프랑크푸르트 국제공항

#### 남유럽
- 이탈리아
  - 밀라노 - 밀라노 말펜사 공항 - (2025년 7월 1일 신규취항)

#### 동유럽
- 러시아
  - 모스크바 - 세례메티예보 국제공항

#### 북유럽
- 덴마크
  - 코펜하겐 - 코펜하겐 공항 - (2025년 12월 15일 신규취항)[1]

### 오세아니아
- 오스트레일리아
  - 멜버른 - 멜버른 공항
  - 시드니 - 시드니 공항
  - 퍼스 - 퍼스 공항

### 아메리카

#### 북아메리카
- 미국
  - 샌프란시스코 - 샌프란시스코 국제공항

## 과거 취항지

### 아시아

#### 동아시아
- 대한민국
  - 서울 - 김포국제공항
  - 청주 - 청주국제공항 계절편
- 중화인민공화국
  - 구이양 - 구이양 롱동바오 국제공항 전세편
  - 난창 - 난창 창베이 국제공항 전세편
  - 닝보 - 닝보 리서 국제공항 전세편
  - 란저우 - 란저우 중촨 국제공항 전세편
  - 샤먼 - 샤먼 가오치 국제공항 전세편
  - 선전 - 선전 바오안 국제공항
  - 옌창 - 옌창 난양 국제공항
  - 인촨 - 인촨 허동 국제공항
  - 지난 - 지난 야오창 국제공항
  - 청두 - 청두 솽류 국제공항
  - 쿤밍 - 쿤밍 우자바 국제공항
  - 타이위안 - 타이위안 우수 국제공항 전세편
  - 푸저우 - 푸저우 창러 국제공항
  - 하이커우 - 하이커우 메이란 국제공항
- 중화민국
  - 타이중 - 타이중 국제공항 전세편

#### 동남아시아
- 베트남
  - 선라 - 나산 공항
- 캄보디아
  - 씨엠립 - 씨엠립 국제공항

#### 서남아시아
- 아랍에미리트
  - 두바이 - 두바이 국제공항

### 유럽

#### 서유럽
- 영국
  - 런던 - 런던 개트윅 국제공항
- 독일
  - 베를린 - 베를린 테겔 국제공항

#### 동유럽
- 러시아
  - 모스크바 - 도모데도보 국제공항

1. ↑  “Vietnam Airlines schedules Denmark mid-Dec 2025 launch”. 2025년 6월 9일.